# Luperina sericea
Luperina sericea är en fjärilsart som beskrevs av Caradja 1932. Luperina sericea ingår i släktet Luperina och familjen nattflyn. Inga underarter finns listade i Catalogue of Life.